# Igor Nikolajewitsch Worontschichin
Igor Nikolajewitsch Worontschichin (russisch Игорь Николаевич Ворончихин; * 14. April 1938 in Moskau; † 10. März 2009 ebenda) war ein  sowjetischer Skilangläufer.

## Werdegang
Worontschichin, der für den Burevestnik Moskau startete, trat international erstmals bei der Winter-Universiade 1962 in Villars-sur-Ollon in Erscheinung. Dort holte er die Goldmedaille über 11,5 km. Bei den Olympischen Winterspielen 1964 in Innsbruck gewann er über 30 km und mit der Staffel jeweils die Bronzemedaille. Zudem errang er dort den 11. Platz über 50 km und den siebten Platz über 15 km. Bei der Winter-Universiade 1964 in Špindlerův Mlýn holte er mit der Staffel und über 15 km jeweils Gold. Im Jahr 1966 siegte er bei den sowjetischen Meisterschaften mit der Staffel und bei der Winter-Universiade in Sestriere über 15 km und mit der Staffel. Im folgenden Jahr wurde er bei den Svenska Skidspelen Dritter über 30 km. Bei den Olympischen Winterspielen 1968 in Grenoble kam er auf den 31. Platz über 50 km. Nach seiner aktiven Karriere als Skilangläufer trainierte er die sowjetische Frauenmannschaft und später die sowjetische Männermannschaft.